# عبد الرحمن عيد
عبد الرحمن عيد (1969 - 2007) ولد الفنان السوري عبد الرحمن عيد في مدينة حلب عام 1969 وهو من أصول كردية، ودرس في مدراسها حتى حصل على الشهادة الاعدادية. ممثل مسرحي سوري من مدينة حلب، بدأ مسيرته الفنية من مسرح الشبيبة وشارك في أعمال مسرحية للمسرح القومي وانضم للعمل في المسرح الكوميدي الناقد مع فرقة (أسرة المهندسين المتحدين) التي يديرها الفنان همام حوت، وقدم معه عدة مسرحيات أولها مسرحية بانتظار الوزير في عام 1995، دستور يا حاضرين، فضائيات 2000، ضد الحكومة، طاب الموت يا عرب، ليلة سقوط بغداد، حيث أدى عدة أدوار وتميز عبر لعبه دور شخصية كردية بسيطة (أيحو) وارتباطاتها بالمجتمع الحلبي، وكما أخرج ولعب دور البطولة في مسرحيات خاصة به نذكر منها مواطن عالي الجودة، تحت الحزام، خبر عاجل، وانتهت مسيرته المسرحية عبر المسرحية السياسية الكوميدية (انفلونزا الضمير) التي أخرجها ولعب دور البطولة فيها والتي قدمت على خشبات المسرح في عدد من المحافظات السورية (حلب، حمص، دمشق، اللاذقية) وشارك في عدة أعمال تلفزيونية منها (كوم حجر، بقعة ضوء، الوزير وسعادة حرمه، زمان الصمت).

## وفاته
توفي عند الساعة الثالثة والربع من فجر يوم الجمعة 15 حزيران 2007 بعد أن صدمته سيارة أمام أحد المطاعم في صيدنايا (جنة صيدنايا)، ووافته المنية على الفور بعد الحادثة وقبل أن يتم نقله إلى مشفى(السيدة في مدينة صيدنايا) حيث تبين تعرضه لإصابات وكدمات في الرأس والرقبة والرجلين وانقطاع تنفسه، ونقل جثمانه إلى بيت أهله في حلب وصلي عليه في حيه في الهلك (مساكن عين التل) ودُفن في المقبرة الإسلامية الحديثة.
وقالت العديد من الأخبار بأن الحادث لم يكن قضاء وقدر، بل إنه كان مدبر دون معرفة الجهة التي كانت تقف خلف الحادثة. خاصةً وأن مسرحيته الأخيرة “إنفلونزا الضمير” وصفت بـ “الأكثر جرأة”، بسبب تلميحه فيها إلى فساد مسؤولين بارزين ومقربين من النظام السوري، بالإضافة للإساءة للحكام العرب الذين شبههم بالنساء.